# Тоггенбургская коза
Тоггенбургская — широко распространённая порода молочных домашних коз. По значению в мире занимает второе место после зааненской породы.
Порода выводилась в Швейцарии, в Тоггенбургской долине в кантоне Санкт-Галлен, методом народной селекции на протяжении нескольких столетий, это старейшая из сохранившихся швейцарских коз. Из-за недостатка пастбищ в регионе происхождения козы содержатся преимущественно стойловым методом. Это выносливые и неприхотливые животные, хорошо приспособленные к прохладному климату.
Козы плотного телосложения, оригинальной бурой окраски с двумя параллельными светлыми полосами вдоль морды. Уши и ноги белые, шерсть косичного типа, достигает длины 20 см на спине и бёдрах. Уши стоячие или наклонены вперёд. Молочная железа сильно развита. Порода некрупная, меньше других альпийских коз: рост взрослых самок 70—75 см при весе 45—55 кг, самцов 80—85 см при живой массе 60—70 кг.
Козы многоплодны, обычно рожают двух-трёх козлят. Средняя жирность молока около 4 % (от 2,9 до 7,9 %), надои колеблются от 400 до 1000 литров. Козы обладают удовлетворительной мясной продуктивностью и высоким качеством шкур, пригодных для выработки обуви и верхней одежды.
Тоггенбургские козы используются в селекционной работе для улучшения аборигенных или выведения новых пород коз. Разводятся не менее чем в 48 странах.